# Квачантирадзе, Этери Павловна
Этери Павловна Квачантирадзе (груз. ეთერი პავლეს ასული კვაჭანტირაძე; 11 февраля 1949, г. Брест, Белорусская ССР, СССР – 4 августа 2020, Москва, Россия) - биохимик; профессор МСХА им. К.А. Тимирязева; кандидат биологических наук; действительный член Международной академии наук экологии, безопасности человека и природы Архивная копия от 1 марта 2020 на Wayback Machine; педагог.

## Биография
Родилась 11 февраля 1949 года, в г. Бресте, в семье немки и грузина, младший ребенок в семье. Через некоторое время семья переехала в Грузию.
Училась в школе №20, г. Тбилиси, которую окончила с золотой медалью. В 1966 году поступила на биолого-почвенный факультет МГУ им. М. В. Ломоносова, который окончила с красным дипломом в 1971. С 1975 по 1978 годы проходила аспирантуру в «Институте физиологии растений» Академии Наук СССР. В 1982 году получила диплом кандидата биологических наук.
До 1992 года работала в институте гидрометеорологии Грузии. С 1993 года продолжила ученую и преподавательскую деятельность в российском государственном аграрном университете — МСХА им. К. А. Тимирязева. Действительный член (академик) Международной академии наук экологии, безопасности человека и природы с 1997 года. Действительный член оргкомитета конкурсов Ежегодной Международной практической конференции «Герценовские чтения» с 2015 года.
Семья
Двое сыновей, четверо внуков.

## Научная деятельность
Занималась оценкой рисков переброски северных рек в среднюю Азию

## Публикации
Является автором почти 100 научных и учебно-методических работ и 6 учебников, один фильм лекция , а так же опубликовано 15 научных статей.
Участник многих международных конференций по вопросам экологии.